# Еея
Еея (грец. Αἰήτης — країна) — міфічна країна по той бік великого північно-східного моря, де владарював Еет і куди їхали аргонавти по золоте руно.
Там, на краю Океану, в ефіопів зберігається в золотій кімнаті проміння Геліоса, який звідси починає свою мандрівку небом. Пізніше, коли греки познайомилися з далеким узбережжям Чорного моря, Еею перенесено в Колхіду. На берегах річки Фасіс було місто Ея з домом Медеї і храмом Ясона.
Також у давньогрецької міфології це острів, який відвідує Одіссей. «Грецький вигук скорботи, що стало прозивним ім'ям». Його точна локалізація викликала суперечки з античності до наших днів. 
Батьківщина Кірки  (Або батьківщина Каліпсо ); або це мис з житлом Кірки на Тірренському морі.

## У літературі й культурі
Ееєю названо острів, – «за дванадцять годин дороги від Неаполя», – на якому зустрічаються головні герої роману Р. Олдінґтона «Усі люди – вороги» (1933).